# Kōzaburō Hirai
Pour les articles homonymes, voir Hirai.
Kōzaburō Y. Hirai (平井 康三郎, Hirai Kōzaburō), né le 10 septembre 1910 et mort le 30 novembre 2002, était un compositeur japonais.
Il étudia le violon au Conservatoire de Tokyo, études qu'il acheva en 1934. Il étudia ensuite avec Klaus Pringsheim, à partir de 1936, et devint lui-même professeur de violon. Il a composé de nombreuses œuvres pour toutes les formations, orchestre, piano ou instruments japonais traditionnels.

## Œuvres principales
- Cantate "Fujiyama" pour chœur et orchestre de cordes
- Pastorale pour clarinette et ensemble de cordes (ou clarinette et piano)
- 3 Caprices pour violon solo
- Paraphrase on a Japanese Folk-tune Sakura, sakura pour violoncelle et piano
- Variations on the Theme of "Kojo no tsuki" pour piano
- Japanese Flute pour voix et piano
- Narayama pour voix et piano
- Le berceau pour voix et piano
- 39 Songs of Japanese Flowers pour voix et piano